# Női csapatsprint sífutás a 2022. évi téli olimpiai játékokon
A 2022. évi téli olimpiai játékokon az sífutás női csapatsprint versenyszámát február 16-án rendezték. Az aranyérmet a német kettős nyerte. Magyar csapat nem vett részt a versenyen.

## Naptár
Az időpontok helyi idő szerint (UTC+8), zárójelben magyar idő szerint (UTC+1) olvashatóak.
| Forduló   | Időpont       |
| --------- | ------------- |
| Elődöntők | 15:15 (8:15)  |
| Döntő     | 17:15 (10:15) |

## Eredmények
A rövidítések jelentése a következő:
- Q: továbbjutás helyezés alapján
- LL: továbbjutás időeredmény alapján (lucky loser)

### Elődöntők
| Helyezés | R        | Nemzet                                       | Versenyzők                              | Idő        | Mj         |
| 1. futam | 1. futam | 1. futam                                     | 1. futam                                | 1. futam   | 1. futam   |
| -------- | -------- | -------------------------------------------- | --------------------------------------- | ---------- | ---------- |
| 1.       | 4        | Németország (GER)                            | Katharina Hennig Victoria Carl          | 23:02,08   | Q          |
| 2.       | 1        | Egyesült Államok (USA)                       | Rosie Brennan Jessie Diggins            | 23:06,11   | Q          |
| 3.       | 5        | Ausztria (AUT)                               | Teresa Stadlober Lisa Unterweger        | 23:08,34   | Q          |
| 4.       | 2        | Svájc (SUI)                                  | Laurien van der Graaff Nadine Fähndrich | 23:30,86   | Q          |
| 5.       | 7        | Kína (CHN)                                   | Chi Chunxue Li Hszin                    | 23:43,93   |            |
| 6.       | 6        | Kanada (CAN)                                 | Katherine Stewart-Jones Dahria Beatty   | 24:03,72   |            |
| 7.       | 3        | Szlovénia (SLO)                              | Eva Urevc Anamarija Lampič              | 24:10,14   |            |
| 8.       | 11       | Ausztrália (AUS)                             | Jessica Yeaton Casey Wright             | 25:13,42   |            |
| 9.       | 8        | Ukrajna (UKR)                                | Yuliia Krol Maryna Antsybor             | 25:46,04   |            |
| 10.      | 10       | Horvátország (CRO)                           | Tena Hadžić Vedrana Malec               | 26:29,23   |            |
| 11.      | 13       | Lettország (LAT)                             | Kitija Auziņa Estere Volfa              | 26:46,26   |            |
| 12.      | 12       | Törökország (TUR)                            | Ayşenur Duman Özlem Ceren Dursun        | lekörözték | lekörözték |
| –        | 9        | Fehéroroszország (BLR)                       | Anastasia Kirillova Hanna Karaliova     | nem indult | nem indult |
| 2. futam |          |                                              |                                         |            |            |
| 1.       | 14       | Az Orosz Olimpiai Bizottság versenyzői (ROC) | Julija Sztupak Natalja Nyeprjajeva      | 23:00,47   | Q          |
| 2.       | 16       | Finnország (FIN)                             | Kerttu Niskanen Krista Pärmäkoski       | 23:00,82   | Q          |
| 3.       | 15       | Svédország (SWE)                             | Maja Dahlqvist Jonna Sundling           | 23:01,40   | Q          |
| 4.       | 17       | Norvégia (NOR)                               | Tiril Udnes Weng Maiken Caspersen Falla | 23:05,06   | Q          |
| 5.       | 21       | Franciaország (FRA)                          | Mélissa Gal Léna Quintin                | 23:26,28   | LL         |
| 6.       | 20       | Lengyelország (POL)                          | Izabela Marcisz Monika Skinder          | 23:32,34   | LL         |
| 7.       | 19       | Olaszország (ITA)                            | Caterina Ganz Lucia Scardoni            | 23:47,06   |            |
| 8.       | 18       | Csehország (CZE)                             | Kateřina Janatová Petra Hynčicová       | 23:55,59   |            |
| 9.       | 23       | Észtország (EST)                             | Mariel Merlii Pulles Keidy Kaasiku      | 24:47,51   |            |
| 10.      | 22       | Kazahsztán (KAZ)                             | Nadezhda Stepashkina Kseniya Shalygina  | 24:57,59   |            |
| 11.      | 24       | Dél-Korea (KOR)                              | Han Da-som Lee Eui-jin                  | 26:55,52   |            |
| 12.      | 26       | Brazília (BRA)                               | Jaqueline Mourão Eduarda Ribera         | lekörözték | lekörözték |
| 13.      | 25       | Görögország (GRE)                            | Maria Ntanou Nefeli Tita                | lekörözték | lekörözték |
| 14.      | 27       | Litvánia (LTU)                               | Eglė Savickaitė Ieva Dainytė            | lekörözték | lekörözték |

### Döntő
| Helyezés | R  | Nemzet                                       | Versenyzők                              | Idő      | Hátrány  |
| -------- | -- | -------------------------------------------- | --------------------------------------- | -------- | -------- |
| Arany    | 4  | Németország (GER)                            | Katharina Hennig Victoria Carl          | 22:09,85 | –        |
| Ezüst    | 15 | Svédország (SWE)                             | Maja Dahlqvist Jonna Sundling           | 22:10,02 | +0,17    |
| Bronz    | 14 | Az Orosz Olimpiai Bizottság versenyzői (ROC) | Julija Sztupak Natalja Nyeprjajeva      | 22:10,56 | +0,71    |
| 4.       | 16 | Finnország (FIN)                             | Kerttu Niskanen Krista Pärmäkoski       | 22:13,71 | +3,86    |
| 5.       | 1  | Egyesült Államok (USA)                       | Rosie Brennan Jessie Diggins            | 22:22,78 | +12,93   |
| 6.       | 5  | Ausztria (AUT)                               | Teresa Stadlober Lisa Unterweger        | 22:55,25 | +45,40   |
| 7.       | 2  | Svájc (SUI)                                  | Laurien van der Graaff Nadine Fähndrich | 23:02,09 | +52,24   |
| 8.       | 17 | Norvégia (NOR)                               | Tiril Udnes Weng Maiken Caspersen Falla | 23:15,28 | +1:05,43 |
| 9.       | 20 | Lengyelország (POL)                          | Izabela Marcisz Monika Skinder          | 23:48,01 | +1:38,16 |
| 10.      | 21 | Franciaország (FRA)                          | Mélissa Gal Léna Quintin                | 24:04,92 | +1:55,07 |